# Sopka
Sopka (Russisch: сопка, meervoud sopki) is een wijdverspreide Russische benaming voor heuvels en relatief lage bergen (tot ongeveer 1000-1500 meter) met kogelvormige toppen (kegelbergen) in het zuiden van Midden-Siberië, Noord- en Centraal-Kazachstan, de Transbaikal, het schiereiland Kola en in het Russische Verre Oosten (waaronder de vulkanen van Kamtsjatka en de Koerilen) en moddervulkanen op de Krim en in de Kaukasus.
Het woord sopka is waarschijnlijk ontstaan uit het Oudkerkslavische sop (wat volgens Dal sypat; "strooien" betekent) en oorspronkelijk iets betekende als "(aarden) wal", "heuvel", "hoogte", "grot" of "berg".

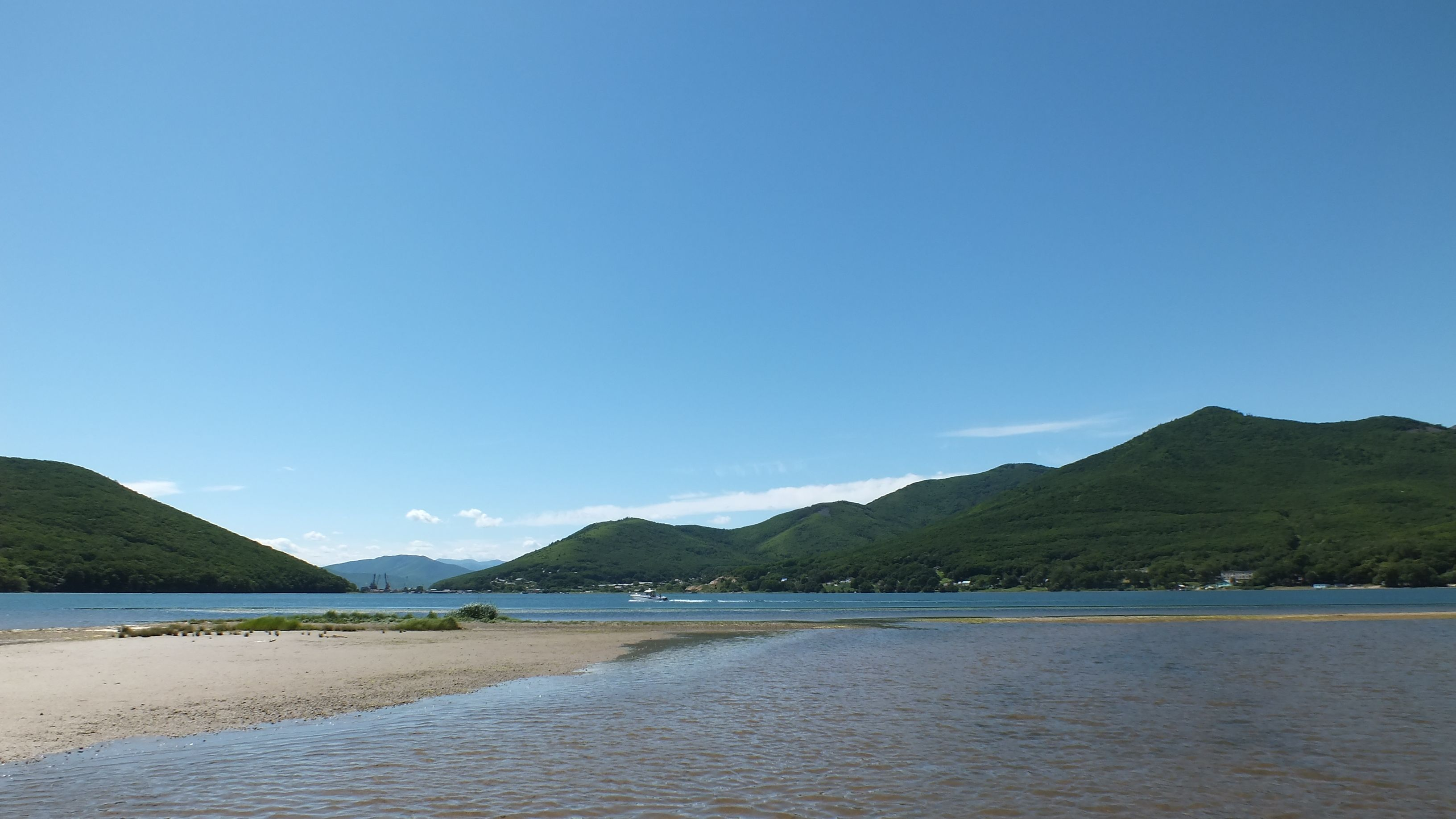
Sopki langs de kust van de Olgabaai in de kraj Primorje van het Russische Verre Oosten
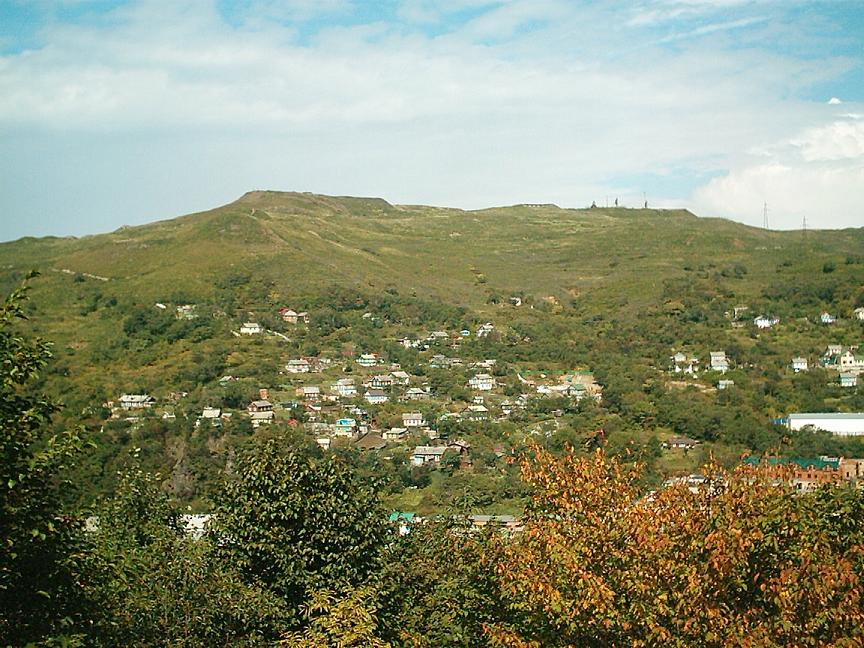
De Sopka Cholodilnik ("koelkast") is de hoogste heuvel van de stad Vladivostok
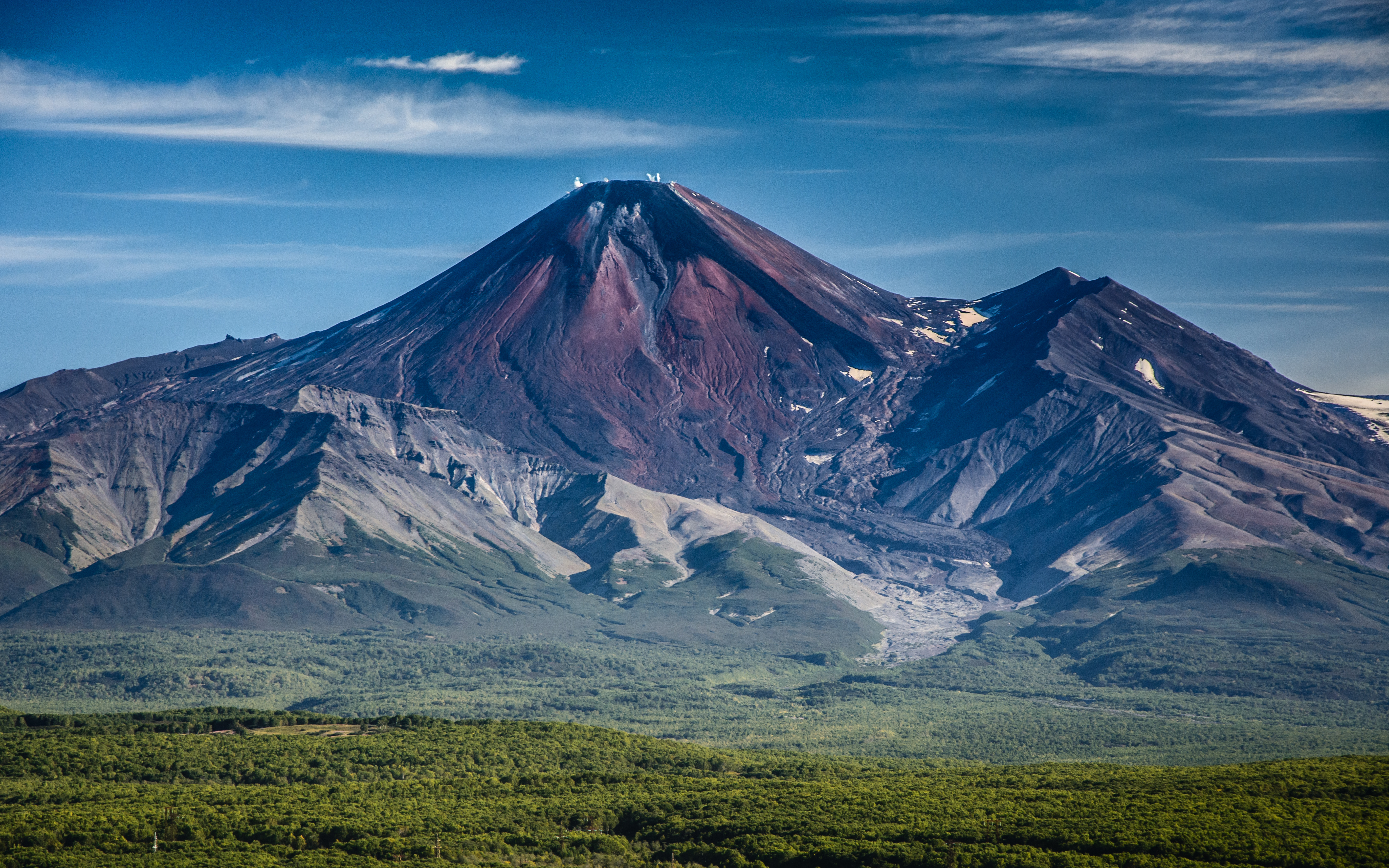
De vulkaan Avatsjinskaja Sopka op Kamtsjatka
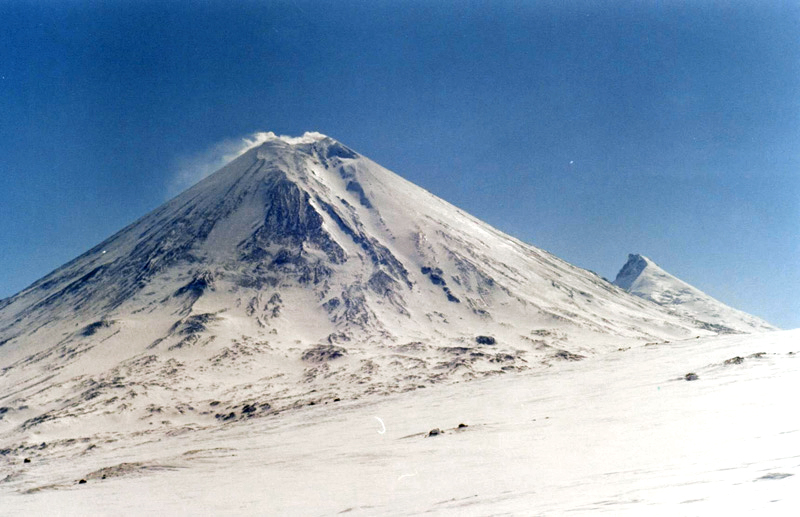
De vulkaan Kljoetsjevskaja Sopka op Kamtsjatka
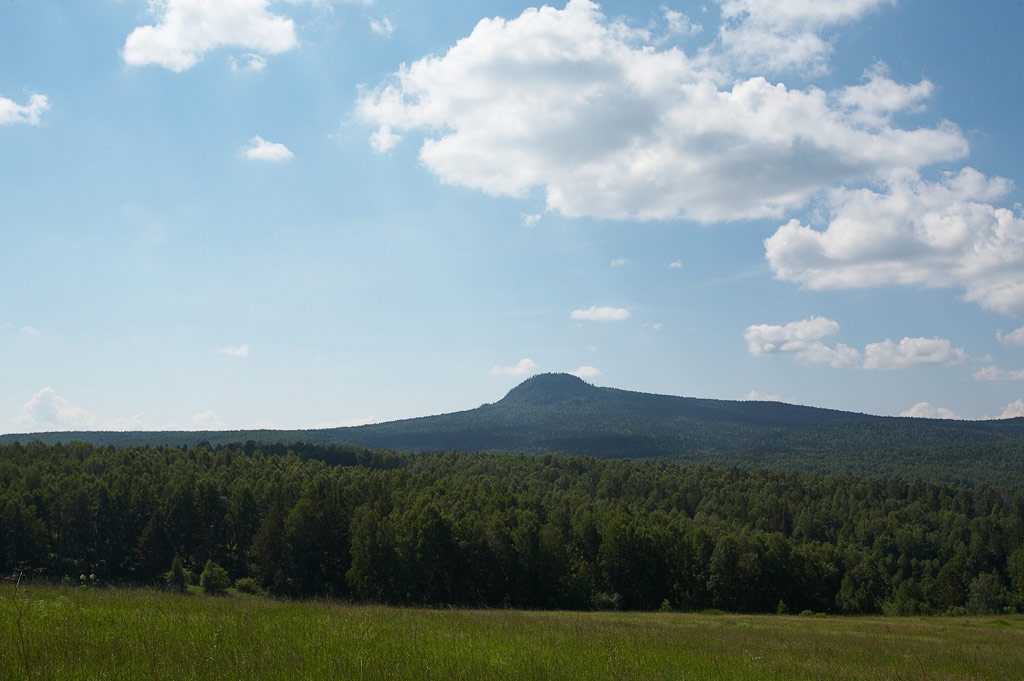
De Tsjornaja sopka (of Karatag) in het zuiden van de kraj Krasnojarsk in Midden-Siberië

## Archeologie
Het woord sopka wordt binnen de Russische archeologie ook gebruikt voor grafheuvels met een koerganachtige vorm die in de vroege middeleeuwen werden gebouwd door de Novgorodse Sopkaculturen (bijvoorbeeld de Sjoem-gora, die ook wel Peredolskaja sopka genoemd wordt).

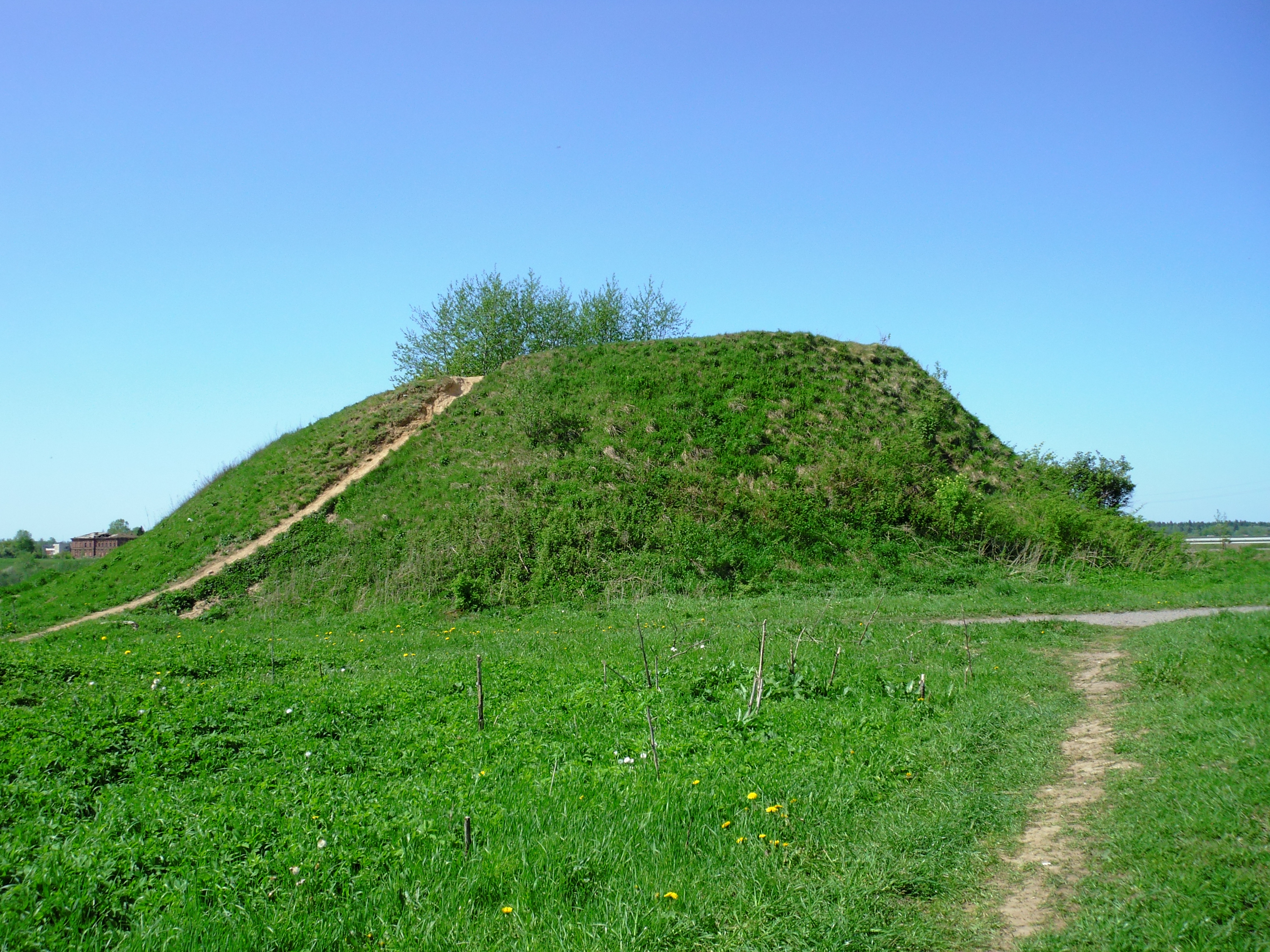
Het Graf van Oleg (Polaja sopka) bij Staraja Ladoga
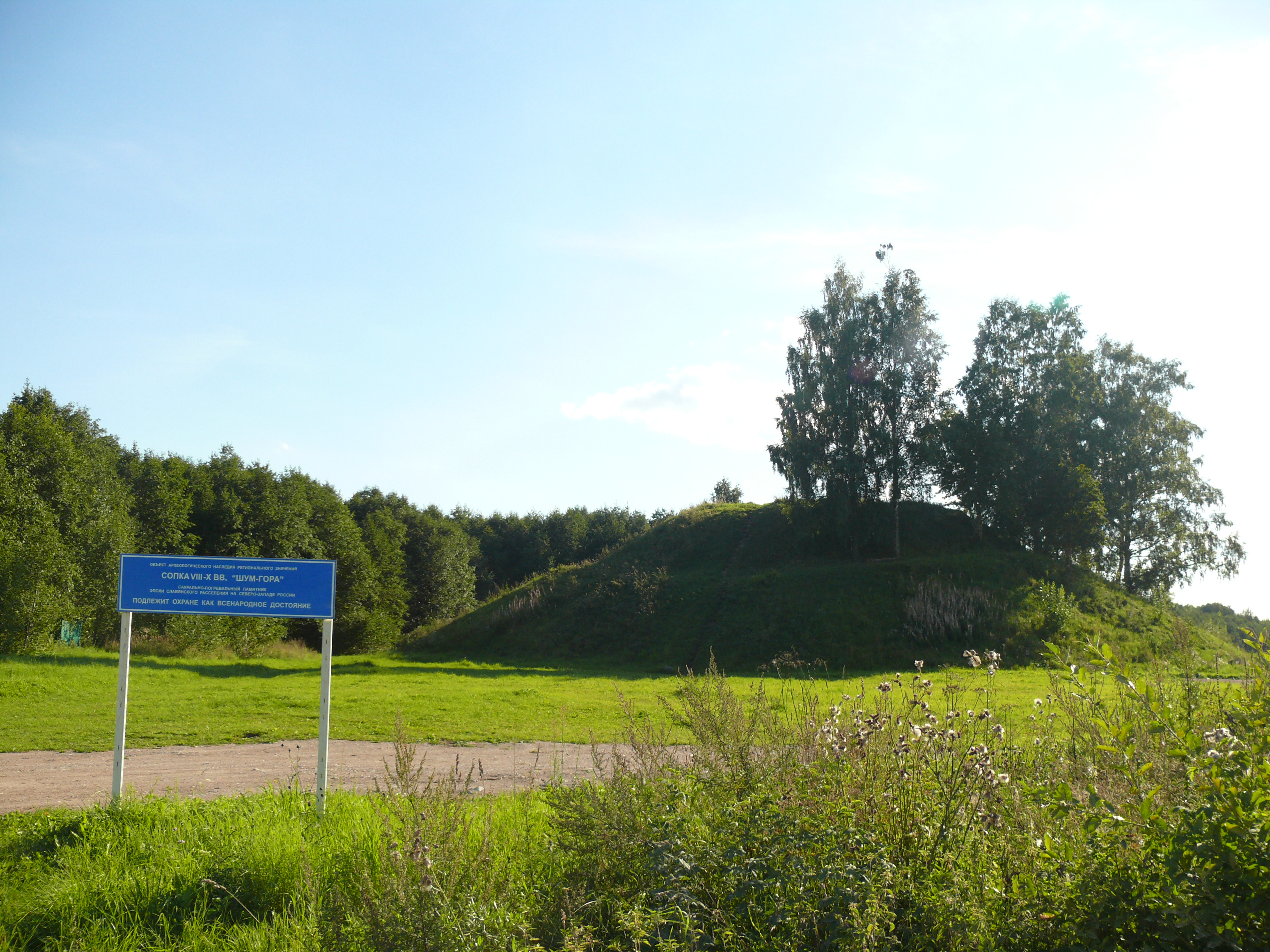
De Sjoem-gora of Peredolskaja sopka gezien vanuit het noordoosten